# Polyplectron
Polyplectron è un genere di uccelli della famiglia dei Fasianidi che comprende otto specie note con il nome comune di speronieri.

## Descrizione
I maschi hanno il piumaggio variopinto, mentre le femmine sono molto meno colorate.

## Tassonomia
Comprende le seguenti specie:
- Polyplectron chalcurum Lesson, 1831 - speroniere dalla coda bronzea
- Polyplectron inopinatum  (Rothschild, 1903) - speroniere montano
- Polyplectron germaini Elliot, 1866 - speroniere di Germain
- Polyplectron bicalcaratum  (Linnaeus, 1758) - speroniere grigio
- Polyplectron katsumatae Rothschild, 1906 - speroniere di Hainan
- Polyplectron malacense  (Scopoli, 1786) - speroniere malese
- Polyplectron schleiermacheri Brüggemann, 1877 - speroniere del Borneo
- Polyplectron napoleonis Lesson, 1831 - speroniere di Palawan